# ベラルーシ・ルーブル
ベラルーシ・ルーブル（ベラルーシ語: рубель、ロシア語: рубль）は、ベラルーシの通貨である。ルーブリと表記する場合もある。補助通貨はカペイカ（ベラルーシ語: капейка、ロシア語: копейка）であり、1ルーブル＝100カペイカ。ISO 4217の通貨コードはBYN（2016年までBYRを、2000年までBYBを使用）。

## 概要
ソビエト連邦から独立後しばらくの間はソビエト連邦ルーブルが通用していたが、ベラルーシ中央銀行が設立され、1992年5月新たにベラルーシ・ルーブルが発行が開始された。ソ連ルーブルとの交換比率は1ベラルーシ・ルーブル=10ソ連ルーブルであった。その後インフレが急激に進行し、1996年には100,000ルーブル紙幣、1998年には500,000ルーブル紙幣、1999年には5,000,000ルーブル紙幣が発行された。
そのため2000年1月に1000分の1のデノミを実施した。しかしその後もインフレは続いており、2001年4月には10,000ルーブル紙幣が発行、2002年には20,000ルーブル、50,000ルーブル紙幣、2005年7月には100,000ルーブルが発行された。
2016年7月1日には1万分の1のデノミが実施され、7種の紙幣（5、10、20、50、100、200、500新ルーブル）と8種の硬貨（1、2、5、10、20、50新カペイカ、1、2新ルーブル）が発行された。なお、1991年のベラルーシ独立以降、これが同国初の硬貨発行となった。

## コイン
現在流通している硬貨は1、2、5、10、20、50新カペイカ、1、2新ルーブルで構成される。2016年7月1日に同国初の硬貨として導入された。2016年6月以前のベラルーシは、世界で硬貨を発行したことがない数少ない国の一つだった。
|  |  | 1新カペイカ  | 15    | 1.25 | 1.55 | 銅メッキスチール                                    | ベラルーシの国章、国の名前、発行年           | 富と繁栄を象徴する装飾         |
|  |  | 2新カペイカ  | 17.5  | 1.25 | 2.10 | 銅メッキスチール                                    | ベラルーシの国章、国の名前、発行年           | 富と繁栄を象徴する装飾         |
|  |  | 5新カペイカ  | 19.8  | 1.25 | 2.7  | 銅メッキスチール                                    | ベラルーシの国章、国の名前、発行年           | 富と繁栄を象徴する装飾         |
|  |  | 10新カペイカ | 17.7  | 1.80 | 2.8  | 黄銅メッキスチール                                  | ベラルーシの国章、国の名前、発行年           | 胎児性と生命力を象徴する装飾   |
|  |  | 20新カペイカ | 20.35 | 1.85 | 3.7  | 黄銅メッキスチール                                  | ベラルーシの国章、国の名前、発行年           | 胎児性と生命力を象徴する装飾   |
|  |  | 50新カペイカ | 22.25 | 1.55 | 3.95 | 黄銅メッキスチール                                  | ベラルーシの国章、国の名前、発行年           | 胎児性と生命力を象徴する装飾   |
|  |  | 1新ルーブル  | 21.25 | 2.3  | 5.6  | 白銅メッキスチール                                  | ベラルーシの国章、国の名前、発行年           | 幸福と自由の追求を象徴する装飾 |
|  |  | 2新ルーブル  | 23.5  | 2.0  | 5.81 | 中心：白銅メッキスチール リング：黄銅メッキスチール | ベラルーシの国章、国名、発行年、バハハの装飾 | 幸福と自由の追求を象徴する装飾 |

## 紙幣
現在流通している紙幣は5、10、20、50、100、200、500ルーブルで構成される。いずれもデノミネーションが行われた2016年7月1日に発行された。
| 画像 | 画像 | 額面        | サイズ      | デザイン                           | デザイン                       |
| 表   | 裏   | 額面        | サイズ      | 表                                 | 裏                             |
| ---- | ---- | ----------- | ----------- | ---------------------------------- | ------------------------------ |
|      |      | 5ルーブル   | 135 x 72 mm | カメネツの塔                       | 初期のスラヴ人入植地ベレスチャ |
|      |      | 10ルーブル  | 139 x 72 mm | ポラツクの救世主顕栄聖堂           | 本、エヴフロシニヤの十字架     |
|      |      | 20ルーブル  | 143 x 72 mm | ルミャンツェフ＝パスケーヴィチ宮殿 | 鐘、福音書、トゥーラウの遠景   |
|      |      | 50ルーブル  | 147 x 72 mm | ミール城                           | リラと月桂樹、オギンスキの楽譜 |
|      |      | 100ルーブル | 151 x 72 mm | ネスヴィジ城                       | ヴァイオリン、ヴェルテプ       |
|      |      | 200ルーブル | 155 x 72 mm | モギリョフ地域美術館               | 鍵、モギリョフの紋章と遠景     |
|      |      | 500ルーブル | 159 x 72 mm | ベラルーシ国立図書館               | 羽ペンとインク、シダの葉       |

### 旧紙幣
2016年のデノミネーション前に流通していた紙幣は以下の通りである。50ルーブル以下の紙幣はデノミネーション前に既に失効しており、それ以上の紙幣も2021年末に全て失効した。
| 1ルーブル       | 110 × 60 mm | 緑             | 国立科学アカデミー         | 額面                              | 2000年 | 2000年1月  |
| 5ルーブル       | 110 × 60 mm | ローズレッド   | Trayetskaye Pradmyestsye   | 額面                              | 2000年 | 2000年1月  |
| 10ルーブル      | 110 × 60 mm | 水色           | 国立図書館                 | 額面                              | 2000年 | 2000年1月  |
| 20ルーブル      | 150 × 69 mm | オリーブと黄色 | 国立銀行                   | 国立銀行の内部                    | 2000年 | 2000年1月  |
| 50ルーブル      | 150 × 69 mm | オレンジと赤   | ブレストの英雄要塞         | 要塞の主玄関                      | 2000年 | 2000年1月  |
| 100ルーブル     | 150 × 69 mm | 黄緑           | オペラ・バレエ劇場         | バレエの一場面                    | 2000年 | 2000年1月  |
| 500ルーブル     | 150 × 74 mm | 淡茶           | 文化宮殿                   | 文化宮殿の装飾の一部分            | 2000年 | 2000年1月  |
| 1000ルーブル    | 150 × 74 mm | 淡青           | 国立美術館                 | 絵画の一部分                      | 2000年 | 2000年1月  |
| 5000ルーブル    | 150 × 74 mm | 青紫           | 体育宮殿                   | Raubichy複合スポーツ施設          | 2000年 | 2000年1月  |
| 10000ルーブル   | 150 × 74 mm | ピンク         | ヴィチェプスク全景         | バレエの一場面                    | 2000年 | 2001年4月  |
| 20,000ルーブル  | 150 × 74 mm | 灰             | ホメリの宮殿               | A. Idzkouskが描いたホメリの宮殿   | 2000年 | 2002年     |
| 50,000ルーブル  | 150 × 74 mm | 空色           | ミール地方の城と関連建物群 | ミール城の建築要素のコラージュ    | 2000年 | 2002年12月 |
| 100,000ルーブル | 150 × 74 mm | オレンジ       | ネスヴィジ城               | Napoleon Ordaが描いたネスヴィジ城 | 2000年 | 2005年7月  |